# Tito i staljinizam
Josip Broz Tito boravio je u Rusiji, odnosno SSSR, 1915-1920. godine, kao vojni zarobljenik, sudionik Oktobarske revolucije, bjegunac, stanovnik grada Omska (gdje se i vjenčao) i na putu kući. Zatim, već kao iskusni komunistički ilegalac, dolazi u SSSR u siječnju 1935, u doba kada započinju bjesniti Staljinističke čistke.

## Brozov odnos prema SSSR-u
O svojim osjećajima prema SSSR-u u drugoj polovici 1930-ih godina (prvi put dolazi u Moskvu 1935.) Broz je kasnije pričao: »Što je to značilo za jednog revolucionera? U najtežim časovima u tmurnim noćima beskrajnog isljedničkog ispitivanja i zlostavljanja, u danima ubitačne samoće u ćelijama i samicama, nas je uvijek držala vjera da sve ove muke nisu uzaludne, da ipak postoji jedna snažna, moćna zemlja, istina daleko od nas, u kojoj su ostvareni svi oni ideali za koje smo se borili. Bila je to za nas prva domovina radnika u kojoj je poštovan rad čovjeka, u kojoj vladau ljubav, drugarstvo, iskrenost.« (Dedijer 1, str. 217-218)
Za njegovog boravka u tijeku su već bile staljinističke čistke. Broz je kasnije pričao da je vidio mnogo stvari koje ne valjaju: karijerizam i laktaštvo, strah, hapšenja. »Svaki čas je bilo hapšenja, pa su zatim hapšeni i oni koji su dotada vršili hapšenja, nestajali su ljudi preko noći, niko nije smio da pita kuda su odvedeni. Vidio sam mnogo, mnogo nepravdi. (…) Sve sam ja to tada vidio, ali uzroci svega toga nisu mi bili toliko jasni kao danas, jer danas je čitava stvar otišla mnogo dalje. Ali moja revolucionarna dužnost nalagala mi je tada da to ne kritikujem i da ne pomažem tuđu propagandu protiv te zemlje. (…) I meni i mnogima od nas u ono vrijeme bila je jedina misao: ne učiniti ništa što bi naškodilo cjelokupnom daljem razvitku međunarodnog pokreta. Ja sam kao i mnogi drugi mislio da je to samo prolazna unutrašnja stvar koja će se postepeno riješiti. Pogotovo jer sam bio u Rusiji za vrijeme carizma i vidio kako je sve to užasno i jadno izgledalo. U meni se vodila velika borba protiv onoga što sam vidio, ali sam ruske komuniste opravdavao nemogućnošću da sve brzo postignu, ma da je od oktobra 1917 već bio prošao prilično dug period, više od sedamnaest godina.« (Dedijer 1, str. 223-224)
U jednom govoru 1959., na proslavi 40-godišnjice osnivanja KPJ, Broz je rekao o žrtvama čistki: »U toj teškoj sitaciji, kada je Partija bila užasno proganjana u zemlji, prema elementima koji su bili nosioci frakcionaške borbe moralo se oštro postupati. Ali to nije značilo da ih je trebalo i fizički ukloniti. Mnogi nisu zaslužili da budu proglašeni neprijateljima. Staljin je to jednostavno činio da bi se oslobodio "neposlušnih".« Međutim, tek 1979. otvoreno je izjavio da je sasvim jasno da Milan Gorkić nije bio nikakav strani špijun. Prema njemu je osjećao duboko nepovjerenje i odbojnost, koji su možda poticali iz suparništva za vodstvo u KPJ.
Tito je bio odan Sovjetskom savezu, kao što je bio odan i ideji komunističke revolucije. Iako u kasnijim njegovim izjavama naravno ima "naknadne pameti", poznavajući njegove osobine za vjerovati je da zaista nikada nije bio zasljepljen, kao drugi, fanatičniji revolucionari (npr. Milovan Đilas, koji se 1950-ih radikalno preokrenuo).
O tome Jasper Ridley piše: »Đilas je rekao da su jugoslavenski komunisti fanatično voljeli i Sovjetski Savez i Staljina. Da su bili manje fanatični, nikad se ne bi mogli onako boriti i pobijediti fašiste. Sovjetski Savez i drug Staljin mnogo su značili i Titu, ali on ih nije volio histeričnom ljubavlju fanatika i obraćenika, već kao što vojnik i običan građanin voli svoju zemlju i vođu kojme je obećao vjernost. Iako je znao sve njihove pogreške i slabosti, nikad ih ne bi izdao.«
Odanost ideji revolucije (za koju vrijedi i biti surov) spajao je s trezvenim razmišljanjem i pragmatičnim ponašanjem. Takav izuzetni spoj osobina omogućio mu je da preživi čistke, kao i da kasnije postane neupitni vođa narodnooslobodilačkog rata i socijalističke revolucije 1941. – 1945.

## Staljinove čistke
Broz je došao u Moskvu u vrlo nesretno doba. Nešto prije toga, 1. prosinca 1934, bio je u svom uredu ubijen Sergej Mironovič Kirov, sekretar lenjingradske organizacije KP SS. Staljinu je ovo poslužilo kao početak za čistke u partiji, koje će se razulariti do neslućenih razmjera. Nakon istrage od nekoliko dana GPU "dokazuje" da je u pitanju bila opsežna kontrarevolucionarna zavjera, pa strijelja ne samo atentatora nego i preko stotinu navodnih suučesnika.
No to je bio tek početak. Staljin koristi ovaj beznačajni povod za obračun s protivnicima.
U siječnju su vodeći komunisti Zinovjev i Kamenjev bili optuženi za protupartijsko i kontrarevolucionarno ideološko zastranivanje koje je izazvalo ubjtvo. Zinovjev, Kamenjev i drugi pogubljeni su u kolovozu 1936. nakon prvog u nizu spektakularnih montiranih političkih procesa. Milijuni ljudi bili su žrtve progona, likvidirani ili poslani u logore. Prvi su na udaru bili stari boljševici, ali zahvaćeni su i brojni obični građani.
U Staljinovim čistkama, od 1935, stradali su i brojni članovi KPJ. NKVD je među drugima likvidirao 25 članova Centralnog komiteta i ukupno oko 800 članova. Druge su partije nastradale i više; KP Poljske bila je raspuštena. Nakon raskola Jugoslavije s Informbiroom, Rodoljub Čolaković zapisao je da je Staljin poubijao više istaknutih komunista nego buržoazija cijelog svijeta zajedno.

## "Bijela mrlja": Kako je preživio čistke?
U Dedijerovim Prilozima za biografiju Josipa Broza Tita iz 1953. u samo je nekoliko rečenica opisano što se događalo između jeseni 1937. i jeseni 1938. Mnogi koji su se poviješću KPJ bavili osjetili su da tu nešto nedostaje. O tome je sljedećih desetljeća bilo mnogo spekulacija "u kuloarima" i u raznim napisima. Što se sve u tim borbama za vlast događalo, jedna je od "bijelih mrlja" u Titovoj biografiji. Tek u Novim prilozima, 1981., 2. knjiga, Vladimir Dedijer objavljuje cjelovitu priču, koja se uglavnom oslanja na izjave agenta Kominterne Josipa Kopiniča u dva razgovora u prosincu 1980.
O spletkama koje su se tada događale u borbi za preživljavanje i za moć, te o Brozovoj ulozi u tome, kolala su i desetljećima kasnije brojna nagađanja, glasine i neprovjerljive informacije iz navodno upućenih izvora. Tvrdilo se da je osobno davao suglasnost za uhićivanje i strijeljanje jugoslavenskih komunista; za to ipak ne postoje dokazi.

## Brozova "strategija preživljavanja"
Je li preživio potkazujući drugove? Čvrstih dokaza za tako nešto nema. Suvremeni engleski povjesničar o tome zaključuje: »Tito je bio preinteligentan za takvo što. Potkazivanje suparnika nije bio dobar način preživljavanja, jer se svatko tko to čini i sam izlaže opasnosti da bude prokazan, ako njegovi protivnici u borbi za vlast izbiju na vrh. Bilo je sigurnije biti tih i ne isticati se.« (Ridley, str. 152)
Sam je Tito svoju "strategiji preživljavanja" opisao na taj način: »S nikim nisam htio diskutirati o ničemu. Prosto sam se držao svog posla u Kominterni i učio. Imao sam dobru biblioteku i bio sam kod kuće, i to me spasilo.« (Dedijer, 2, str. 328)
Uz mudru strategiju držanja po strani, činjenica da nije bio "intelektualac" išla mu je u prilog. »Podrijetlom iz radničke klase, nikad nije bio sklon teoretskim raspravama o marksizmu i lenjinizmu, te ga nisu smatrali socijalističkim intelektualcem na koje se tako sumnjičavo gledalo.«

## Nestabilna situacija nakon uhićenja Gorkića 1937-1938
Dok je boravio u Parizu, 17. kolovoza 1937., Broz saznaje da su Milan Gorkić i njegova supruga Beti Glan uhićeni kao špijuni. Kominterna razmišlja o raspuštanju KPJ. Broz dobiva od predsjednika Sekretarijata Kominterne za Balkan, Piecka, ovlaštenje da preuzme svu odgovornost za djelovanje CK KPJ. krajem 1937. to je potvrđeno u razgovoru s Georgijem Dimitrovim u Moskvi.  Ostao je među rijetkim Jugoslavenima u Moskvi na slobodi,  ali nije definitivno potvrđen kao generalni sekretar; sam Broz će se tijekom 1938. naći pod istragom, i to dvaput. Kriza je razriješena je tek nakon godinu dana, kada je uhićen Petko Miletić. Broz je konačno potvrđen kao generalni sekretar tek 5. siječnja 1939.
U tom je razgovoru s Dimitrovom, kako sam novodi, ponovio svoj stav da kao vođa partije mora biti u zemlji, među tamošnjim komunistima i narodom. Jasper Ridley smatra da je pritom imao na umu da ima više šanse preživjeti kao ilegalac u Jugoslaviji, nego u SSSR: policija kneza Pavla manje je opasna od NKVD-a. (Ridley, str. 150)

## Uspio se osloboditi optužbi i postati vođa KPJ
Prva istraga protiv Broza 1938. godine povedena je povodom njegovog prijevoda s ruskog Kratkog kursa povijesti SKP(b), koji je bio obavezna literatura za "prorađivanje" u svim komunističkim partijama. Zbog nekih formulacija u prijevodu bio je osumnjičen za trockizam i saslušavan pred Kontrolnom komisijom Kominterne, ali je oslobođen. (Dedijer, 2, str. 327-330)
Do ozbiljnijeg zapleta došlo je tijekom ljeta 1938. Brozu su se suprotstavljali komunisti iz predstavništva KPJ u Parizu, Ivo Marić i Labud Kusovac. Oni su radili među jugoslavenskim ekonomskim emigrantima i studentima, surađivali s KP Francuske i organizirali pomoć republikanskoj Španjolskoj. Ivo Marić je bio Splićanin, koji je još od 1928. bio u sukobu s Gorkićem i njegovim ljudima (u koje je Broz ubrajan). Kada je Gorkić uhićen, ponadao se da može zauzeti njegovo mjesto. Pružio je podršku Petku Miletiću, koji je u to vrijeme izašao s robije i također želio likvidirati "Gorkićeve ljude". Po izlasku s robije uz pomoć bugarskih komunista hitro je otišao u Moskvu, nastojeći kompromitirati Broza.
Broz je boravio u Parizu i dva mjeseca, navodno zbog birokratskih grešaka, nije mogao dobiti vizu za Moskvu. Istovremeno je u Moskvu pozvan Petko Miletić, koji je bio "u igri" kao kandidat za generalnog sekretara KPJ. Vodile su se u tim prilikama uobičajene zakulisne borbe za vlast, u kojima su se sukobljavali raznoliki interesi grupa u KPJ, KP Bugarske i Francuske i u Moskvi. Josip Kopinič tvrdi da je na Brozovu molbu otišao u Moskvu gdje je, oslanjajući se na veliki ugled koji je postigao svojom hrabrošću u Španjolskoj, uspio saznati koje su optužbe protiv Broza.
Optužbe su glasile da se Walter (Broz) povezao s jugoslavenskom buržuazijom, da njegove povjerljive suradnice rade za Gestapo, te da radi za jugoslavensku policiju. Za jednog od najbližih suradnika uzeo je Borisa Kidriča, sina bogataša; za sekratara SKOJ-a postavio je Ivu Lolu Ribara, čiji je otac dr. Ivan Ribar bio predsjednik Narodne Skupštine Jugoslavije koja je 1920. donijela Obznanu protiv KPJ; živio je u Moskvi s Elzom, članicom KP Njemačke, s kojom se navodno i oženio (drugi izvori spominju je pod imenom Lucia Bauer - dva imena među komunistima naviklim na ilegalnost nisu neobična), koju je pak NKVD optužio kao špijuna Gestapoa, kao i jednu Brozovu kurirku koja je prenosila poštu između Pariza i Moskve. Konačno, smatrali su ga odgovornim za mnogobrojne provale u partijskoj organizaciji u Jugoslaviji, kao i ranije Gorkića. Ivan Srebrenjak (zvan Antonov), jugoslavenski komunist koji je radio za vojnu obavještajnu službu SSSR-a, po tvrdnji Kopiniča predlagao je da se Brozu sudi, a KPJ se raspusti.
Kopinič je, kako navodi, branio od optužbi Broza i druge optužene. Sastavio je opsežnu kontraoptužnicu protiv Petka Miletića, optuživši ga da je izdavao svoje drugove i surađivao s policijom.
Broz je stigao u Moskvu 24. kolovoza. Nekoliko dana nakon toga, u kolovozu ili rujnu 1938., MIletić je bio uhićen, a optužbe protiv Tita odbačene. On biva imenovan generalnim sekretarom partije (tek 5. siječnja 1939), s mandatom da sam sastavi novi Politbiro. (Dedijer, 2, str. 331-334) Kopinič je jedini izvor detalja za ovu priču, ali Tito je Kopiniču davao podršku; Kopinič je pak bitno sudjelovao i u igrama protiv Andrije Hebranga, na nakon Titove smrti nastupao je s velikosrpskih pozicija.
Po dolasku u Moskvu Broz je također saznao da su uhićene i optužene kao imperijalistički špijuni njegova bivša supruga Pelagija Belousova (Polka) i tadašnja supruga Lucia Bauer. »Tito je 27. rujna 1938. Dimitrovu i Manuilskom napisao da da se osjeća krivim što zbog nedostatka budnosti nije primijetio izdajničke postupke svojih supruga.« (Ridley, str. 151, objavio A. Vaksberg u knjizi Hotel Lux, Pariz 1993) Polka je provela u zatvoru 27 mjeseci, a kasnije je protjerana u Sibir. Lucia Bauer je na kraju bila oslobođena. Tito je Žarka smjestio u internat u predgrađu Harkova. Ovaj je bježao, a godine 1941. sa 17 godina javio se u sovjetsku vojsku .(Ridley, str. 152, podaci od Žarka Broza)
Tako je Tito ostao sam na poprištu, kao jedini pobjednik (i gotovo jedini preživjeli) u borbama unutar KPJ, tj. po tadašnjoj organizaciji jugoslavenske sekcije Kominterne. Imao je slobodne ruke da radi na jačanju partije s novim kadrovima koji su uglavnom boravili u zemlji i nisu bili uvučeni u kominternovske borbe za vlast. Tek dvije godine kasnije, na Petoj zemaljskoj konferenciji u Zagrebu, konstituirano je novo partijsko vodstvo, izabrano (manje-više)demokratskim procesom unutar partije.